# هلاسنا تربان
هلاسنا تربان (به چکی: Hlásná Třebaň) یک منطقهٔ مسکونی در جمهوری چک است که در ناحیه بروون واقع شده‌است. هلاسنا تربان ۴٫۰۷ کیلومتر مربع مساحت و ۸۱۵ نفر جمعیت دارد و ۲۱۴ متر بالاتر از سطح دریا واقع شده‌است.